# Abderrahmane Mahmoudi
Pour les articles homonymes, voir Mahmoudi.
Abderrahmane Mahmoudi, né le 5 février 1955 à Ksar Chellalla dans la wilaya de Tiaret et mort le 15 février 2007, est un journaliste et écrivain algérien.

## Biographie
Après un cursus de droit à la faculté de Ben Aknoun, Alger, Abderrahmane Mahmoudi obtient sa licence en 1976. Durant son service militaire, il travaille à la revue « El Djeich ». Et après avoir terminé son service militaire, il travaille comme journaliste à « El Moudjahid » puis à « Algérie-Actualité ».
Il a été, en 1990, à la tête du « Nouvel Hebdo » avant de lancer « l'Hebdo Libéré » en 1991. Une année plus tard, Mahmoudi a été emprisonné dans l'affaire dite « des magistrats faussaires et des faux moudjahidins ». Son journal « l'Hebdo Libéré » a été la cible d'un attentat le 21 mars 1994. En 2002, il fonde l'hebdomadaire « Les Débats » qui sera suivi par le quotidien « Le Jour d'Algérie » en 2003, les deux titres devenus plus tard quotidiens tous les deux.
En plus d'être journaliste, Mahmoudi était aussi un syndicaliste, et il a été élu à la tête du Mouvement des Journalistes Algériens (MJA), un syndicat de journalistes actif pendant le début de 1990,.
Abderrahmane Mahmoudi est décédé le 15 février 2007 à la suite d'une langue maladie.  

## Ouvrages
- Abderrahmane Mahmoudi, Information, la face cachée du mensonge, SEC, 1990 (lire en ligne)
- Abderrahmane Mahmoudi, Sous les cendres d'octobre :  roman, s.n., 1998 (ISBN 9789961950319, lire en ligne)
- Abderrahmane Mahmoudi, Presse algérienne, les nouveaux boucs-émissaires, A. Mahmoudi, 2000 (ISBN 9789961950326, lire en ligne)